# جيرارد ديفيس
جيرارد ديفيس (بالإنجليزية: Gerard Davis)‏ (و. 1977  م) هو لاعب كرة قدم، من نيوزيلندا، يلعب كمُدَافِع.

## التعليم
تعلم في جامعة ستانفورد.

## روابط خارجية
- جيرارد ديفيس على موقع الاتحاد الدولي (مؤرشف)  (الإنجليزية)
- جيرارد ديفيس على موقع قاعدة بيانات كرة القدم.إي يو (الإنجليزية)
- جيرارد ديفيس على موقع ناشيونال فوتبول تيمز (الإنجليزية)
- جيرارد ديفيس على موقع عالم كرة القدم.نت (الإنجليزية)